# La Mitra
La Mitra est un corregimiento situé dans la province de Panama Ouest, au Panama, à 30 km au sud-ouest de la ville de Panama, la capitale. La Mitra se situe à 92 m. s. n. m. et compte 4 778 habitants.
Le terrain autour de La Mitra est plat au nord-est, mais il est montagneux au sud-ouest. Au sud-est, la mer est la plus proche de La Mitra. Le point culminant de la région est de 208 mètres et se trouve à 3,2 km au sud de La Mitra. La grande ville la plus proche est La Chorrera, à 4,2 km au nord de La Mitra. La campagne autour de La Mitra est presque entièrement couverte.